# Ulrich Biel (Politiker, 1907)
Ulrich Eduard Biel (geborener Bielschowsky; * 17. Mai 1907 in Charlottenburg; † 9. Januar 1996 in Berlin) war ein deutscher Jurist und Politiker (CDU). Biel gilt als Entdecker Konrad Adenauers für die deutsche Nachkriegspolitik.

## Leben

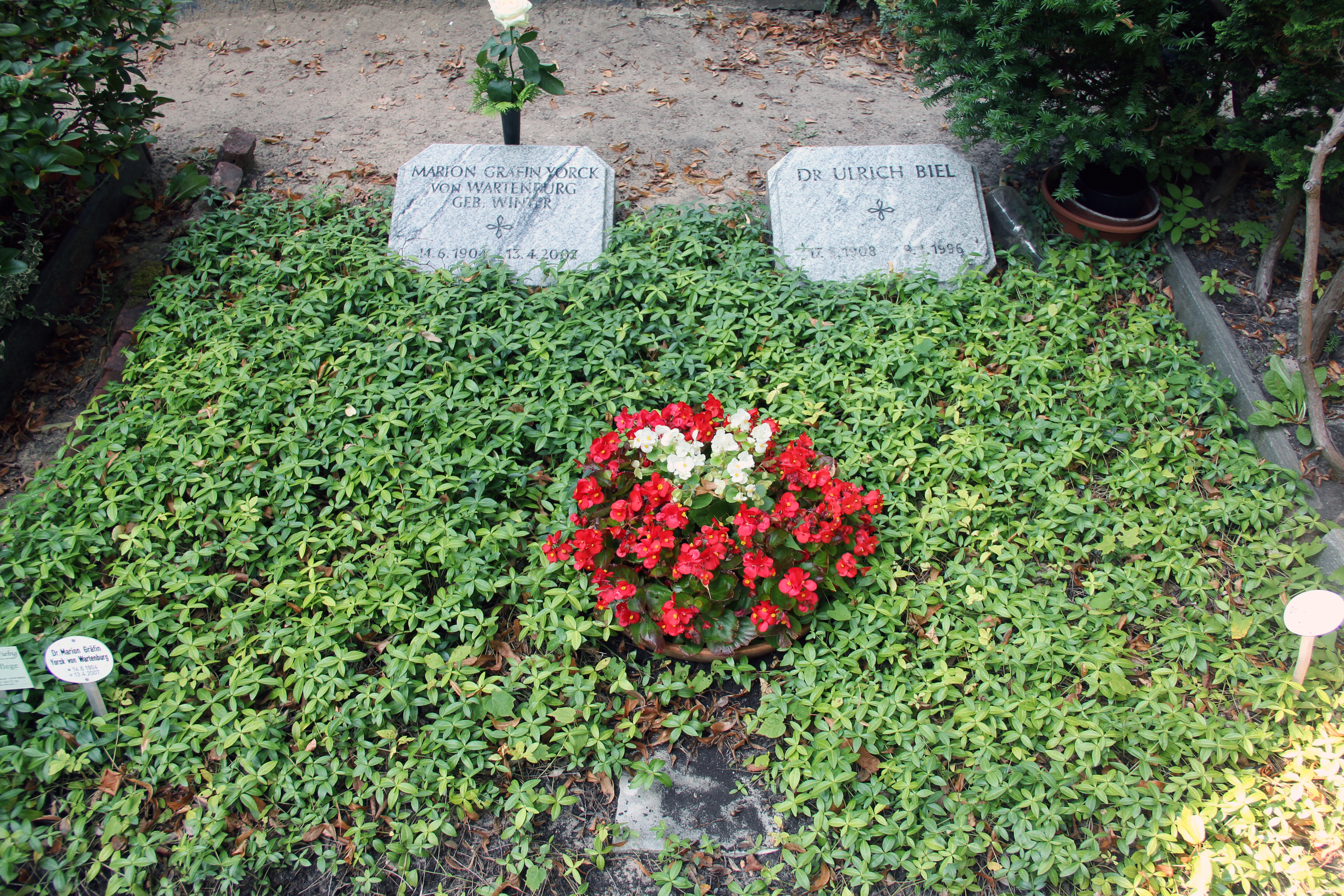
Grabstätte, Königin-Luise-Straße 55, in Berlin-Dahlem

Ulrich Biel entstammte der jüdischen schlesischen Kaufmannsfamilie Bielschowsky. Der Vater Richard Bielschowsky (geboren 1868) war Rechtsanwalt in Charlottenburg bei Berlin und starb 1920, die Mutter Mathilde (1881–1942), geborene Simon, wurde im Holocaust in Riga ermordet. Biel studierte Rechts- und Staatswissenschaften in Genf und Berlin und promovierte 1934 an der Universität Bonn zum Erbrecht. Infolge der Machtübernahme durch die NSDAP sah Bielschowsky wegen seiner Herkunft keine Chance für eine juristische Karriere in Deutschland, sodass er 1934 in die Vereinigten Staaten emigrierte. Hier nahm er 1940 die amerikanische Staatsbürgerschaft und den Nachnamen „Biel“ an.
In der Emigration heiratete er am 12. Mai 1941 in New York Tochter des Literaten Frank Wedekind, die 1937 emigriert und bei Theatern in New York, Connecticut und Massachusetts tätig war. Biel wurde als Berater des Generals Patton eingesetzt.
Nach dem Ende des Zweiten Weltkriegs kehrte Biel als Hauptmann der U.S. Army nach Berlin zurück, um die Leitung der politischen Abteilung im US-Hauptquartier Berlin-Dahlem zu übernehmen. Er trat in den Dienst des U.S. State Department über und diente als politischer Berater des Stadtkommandanten des amerikanischen Sektors von Berlin. In den entscheidenden Jahren war dies von 1947 bis 1949 Frank L. Howley. Die Schlüsselrolle Biels, der zumindest im amerikanischen Sektor die „eigentliche Regierung“ darstellte, wurde erst Jahrzehnte später bekannt. Biel galt als Graue Eminenz und bekennender Antikommunist. Biel bewog den Sozialdemokraten Gustav Dahrendorf und den Christdemokraten Ernst Lemmer zur Flucht aus der sowjetischen Zone. Auch die Laufbahn Ernst Reuters wurde von Biel gefördert, gegen dessen innerparteilichen Widersacher, den kurzzeitigen Oberbürgermeister Otto Ostrowski.
Im Jahr 1952 nahm er die deutsche Staatsbürgerschaft wieder an, legte das Assessorexamen ab und wurde Rechtsanwalt und Notar in Berlin. Seit der Scheidung von Kadidja Wedekind im selben Jahr war er langjähriger Lebensgefährte von Marion Gräfin Yorck von Wartenburg (1904–2007), der Witwe des Widerstandskämpfers Peter Graf Yorck von Wartenburg; die Ehe mit Kadidja Wedekind war kinderlos geblieben. Zu seinen Freunden zählten Henry Kissinger und Zbigniew Brzeziński, die Ende der 1950er Jahre zu seiner Hauseinweihung nach Dahlem/Zehlendorf kamen.
In den 1960er Jahren wurde Biel Mitglied der CDU in West-Berlin. Vom 14. März 1971 bis zum 23. April 1979 war er für den Bezirk Wedding Mitglied im Berliner Abgeordnetenhaus; unter anderem war er Alterspräsident in der 6. Wahlperiode.

## Ehrungen
Ulrich Biel wurde für seine Verdienste 1977 mit der Ernst-Reuter-Plakette und 1987 mit dem Großen Verdienstkreuz mit Stern der Bundesrepublik Deutschland ausgezeichnet. Die CDU-Fraktion in der Bezirksverordnetenversammlung beantragte erfolglos, einen Platz oder eine Straße nach ihm zu benennen.